# Antarchaea magalium
Antarchaea magalium là một loài bướm đêm trong họ Noctuidae.